# Giuseppe Maria Bravi
Giuseppe Maria Bravi (Monte Santo, 6 dicembre 1813 – Mar Rosso, 15 agosto 1860) è stato un vescovo cattolico italiano.

## Biografia
Abbracciò diciassettenne la vita religiosa tra i silvestrini del monastero di Fabriano. Studiò a Perugia, Fabriano e a Osimo dove, nel 1837, ottenne il lettorato di teologia.
Desideroso di recarsi in terra di missione, nel 1844 si trasferì a Roma, dove insegnò teologia in Santo Stefano del Cacco, e nel 1845 fu inviato in Ceylon, dove svolse il suo apostolato prima a Negombo e poi a Colombo.
Fu eletto vescovo di Tipasa in partibus il 13 agosto 1849 e nominato coadiutore dell'oratoriano Gaetano Antonio Perera,  vicario apostolico di Colombo, che lo consacrò il 13 gennaio 1850.
Si recò in Italia nel 1854 e nuovamente nel 1855 per reclutare, tra i monaci del suo ordine, nuovi missionari per il Ceylon: per essi fondò il monastero di Sant'Antonio a Kandy.
Fece costruire la cattedrale di Colombo e altre chiese.
Nel 1857 succedette al defunto vescovo Perera come vicario apostolico di Colombo, ma intanto il clima del luogo aveva minato la sua già malferma salute: mentre viaggiava in mare per rientrare in Italia per curarsi, morì di idropisia.
Fu sepolto inizialmente nel cimitero cattolico di Suez e, nel 1863, i suoi resti furono traslati a Colombo, dove furono sepolti nella chiesa di San Filippo Neri.

## Genealogia episcopale
La genealogia episcopale è:
- Cardinale Guillaume d'Estouteville, O.S.B. Clun.
- Papa Sisto IV
- Papa Giulio II
- Cardinale Raffaele Riario
- Papa Leone X
- Papa Paolo III
- Cardinale Francesco Pisani
- Cardinale Alfonso Gesualdo
- Papa Clemente VIII
- Cardinale Pietro Aldobrandini
- Cardinale Laudivio Zacchia
- Cardinale Antonio Barberini, O.F.M. Cap.
- Cardinale Marcantonio Franciotti
- Cardinale Giambattista Spada
- Cardinale Carlo Pio di Savoia
- Arcivescovo Giacomo Palafox y Cardona
- Cardinale Luis Manuel Fernández de Portocarrero-Bocanegra y Moscoso-Osorio
- Patriarca Pedro Portocarrero y Guzmán
- Vescovo Silvestre García Escalona
- Vescovo Julián Domínguez y Toledo
- Vescovo Pedro Manuel Dávila Cárdenas
- Arcivescovo Domingo Pantaleón Álvarez de Abreu
- Arcivescovo Manuel José Rubio y Salinas
- Vescovo Manuel de Matos, O.F.M. Disc.
- Vescovo Juan de La Fuente Yepes
- Vescovo Pierre Brigot, M.E.P.
- Vescovo Luigi (Luigi Maria di Gesù) Pianazzi, O.C.D.
- Vescovo Antonio Ramazzini, O.C.D.
- Vescovo Paolo Antonio (Raimondo di San Giuseppe) Boriglia, O.C.D.
- Vescovo Louis-Charles-Auguste Hébert, M.E.P.
- Vescovo Clément Bonnand, M.E.P.
- Vescovo Gaetano Antonio Mulsuce, C.O.
- Vescovo Giuseppe Maria Bravi, O.S.B. Silv.